# 佐洛克韦什库特
佐洛克韦什库特，是匈牙利佐洛州所辖的一个村，总面积2.27平方公里，总人口28，人口密度12.3人/平方公里（2010年1月1日）。